# Ectatomma brunneum
Ectatomma brunneum es una especie de hormiga del género Ectatomma, familia Formicidae. Fue descrita científicamente por Smith en 1858.
Se distribuye por Argentina, Bolivia, Brasil, Colombia, Ecuador, Guayana Francesa, Guayana, Panamá, Paraguay, Perú, Surinam y Venezuela. Se ha encontrado a elevaciones de hasta 970 metros. Habita en bosques húmedos.